# Oligomer
Oligomêr je katerakoli velemolekula, ki sestoji iz več strukturno enakih ali podobnih monomernih enot; takšnih enot je običajno 10-12. Pri višjem številu strukturnih enot govorimo o polimerih. 

### Poimenovanje oligomerov glede na vrsto strukturnih enot
- iz sladkornih enot: oligosaharidi,
- iz nukleotidov oligonukleotidi,
- iz aminokislin oligopeptidi,

### Poimenovanje oligomerov glede na število enot
- 2 - dimer
- 3 - trimer
- 4 - tetramer
- 5 - pentamer
- 6 - heksamer
- 7 - heptamer
- 8 - oktamer
- 9 - nonamer
- 10 - dekamer
- 11 - undekamer
- 12 - dodekamer